# Исторически музей (Ивайловград)
Общинският исторически музей в Ивайловград е сред най-младите музеи в България. Открит е на 30 юни 2009 г.

## История
Историческият музей се помещава в сградата на бившата градска баня. През 2003 г. сградата е предоставена на Община Ивайловград за изграждане на музей, в който да се представи културно-историческото наследство на Ивайловград. Сградата е реконструирана и обновена, а около нея са оформени кътове за отдих, градина и алеи. Музеят е официално открит на 30 юни 2009 г. На откриването присъстват областната управителка на Област Хасково Райна Йовчева, директорът на дирекция „Музеи, галерии и изобразителни изкуства“ в Министерството на културата Руско Русев, ст.н.с. д-р Гергана Кабакчиева от Археологическия институт с музей при БАН и д-р Красимира Узунова – главен уредник в Хасковския исторически музей.

## Експозиция
В музея са експонирани археологически паметници от района, исторически документи, предмети и снимки от градската възрожденска история, националноосвободителните борби, обществено-политическо и културно развитие през периода от втората половина на ХІХ до началото на ХХ век. Уредени са 4 експозиции: „Крепост Лютица“, "Крепост Балък Дере/Родостица", "Съкровищата на Земята(временна експозиция)", "Нова и най-нова история" към нея има и Фото изложба "От Ортакьой до Ивайловград" 

### Археология
Представени са артефакти, открити при археологическите изследвания в региона – керамика и мраморни фрагменти от античната вила „Армира“, монети и части от тракийска погребална колесница от разкопките на могилата край Свирачи, артефакти от крепостта „Лютица“.  Артефакти, накити от стекло и бронз, мраморни колони и орнаменти от крепостта " Балък Дере/ Родостица".

### История до Освобождението
Изложени са експонати от ХІХ век, сред които пушки и пистолети от Руско-турската война от 1877 – 1878 г., икони и архивни документи, свързани с живота и делото на войводите Яни Попов и Стамбол Димитров.

### История след 1878 година
Подредени са предмети и документи свързани с живота на местното население след Освобождението. Сред най-интересните експонати са географска и историческа карта на България от 1913 г.